# Utcai labdarúgás
Az utcai labdarúgás, más néven utcai foci a labdarúgás egyik ágazata. Az a különbség a hagyományos és az utcai labdarúgás között, hogy az előbbit stadionokban, az utóbbit pedig az utcán, vagy erre alkalmas betonpályákon játsszák. 
A szabályok alapján egy csapat 4 játékosból és 4 cserejátékosból áll. Egyszerre 1 kapus, 1 hátvéd, 1 középpályás és 1 csatár játszik, a cserejátékosok ugyanennyien vannak, és ugyanilyen posztokon játszanak..
A csapatban egy csapatkapitány van, melyet a játékosok jelölnek ki.
A két csapat eldöntheti, hogy kér-e játékvezetőt a pályára. Ha nem kérnek, akkor a játék elindul, a játékosok pedig a szabályokat ismerve játszanak. Partjelzők nincsenek a játékban. De ugyanígy második bíró sincs a játékban.
A pálya általában el van kerítve és beton az alapanyaga. A pályának három fő területe van jobbszélső, balszélső és középpálya. Természetesen füvön is lehet játszani.
A pályán rendszerint két kapu áll rendelkezésre. Ha nincs kapu a játéktéren, akkor más tárgyakból meg lehet csinálni a kapukat.
A játék általában pénzfeldobással vagy kő-papír-ollóval indul el, a két csapatkapitány "mérkőzik meg egymással szemben. Aki nyert, az választhat a közül, hogy térfél vagy kezdés. Ha a térfelet választja, akkor kiválaszthatja a csapata térfelét, ha a kezdést választja, akkor az ő csapata kezd.
Egy mérkőzés általában meghatározott gólokig megy. A két csapat játékosai közösen döntik el, hogy hány gólos a mérkőzés. Ha nem gólra, akkor időre megy és aki az adott időn belül a legtöbb gólt szerezte, annak a csapata nyer.
Ha ki megy a labda, bedobás helyett földről elvelégzett lapos passzal kerül újra játékba a játékszer. De előfordul, hogy a játékban nincsenek partvonalak, ilyenkor nincs bedobás és szöglet.
Cserét akkor lehet kezdeményezni, ha a lecserélendő játékos sérült, vagy már nem teljesít jól. Ilyenkor leáll egy pillanatra a meccs. Az egyik játékos lemegy, a másik pedig feljön a pályára.
A játékban szabálytalankodni tilos. Ha ez valamelyik játékosnál megtörténik, akkor azonnali csere lép életbe.
Ha a csere megtörtént, folytatódik a mérkőzés.
Ha megszületik egy gól, akkor az idáig vezető csapat visszatér a térfelére. A kapus kidobásával folytatódik a játék. A kapus területére, amíg a kidobás nem történt meg, tilos a területére menni.
Ha már nyert az ellenfél a mérkőzésnek vége. A csapatok levonulnak a pályáról.
A vesztes csapat visszavágót is kérhet, feltéve ha a győztes csapat kapitánya elfogadja.

## Mérkőzéstípusok
Az utcai fociban többféleképpen is meg lehet mérkőzni a hagyományos meccsen kívül.
Kick Off
A hagyományos mérkőzéstípus. Ezt vagy időre, vagy gólokra játsszák.
Panna
Itt a cél az, hogy az ellenfeleinknek meghatározott számú pannát vagy gólt kell adnunk.
Freestyle Competition
Itt a cél az, hogy amennyiben tudunk freestyle focizni, akkor megadunk az ellenfelünknek egy kombót vagy egy trükköt. Amelyik játékos (akár mi, akár az ellenfelünk) elront egy kombót, annak a csapata veszít.
Last Man Standing
Itt az a cél, hogy minden játékosnak lőni kell egy gólt. Amelyik játékos gólt lő, az lemegy a pályáról. Az a csapat nyer, amelyiknek minden játékosa gólt rúg.

## Trükkök
E sportágban mára rendkívül sok trükk jött létre, a sport rendkívüli fejlődése következtében.
Roll
Az alapcsel az utcai fociban. Akármelyik lábunkkal elhúzzuk a labdát az ellenfelünk előtt.
360 Body Spin
Ezt a trükköt a testünkkel hajtjuk végre. Az ellenfél mellett egy 360 fokos testcselt csinálunk.
Around Him
Ezt a cselt úgy hajtjuk végre, hogy felhúzzuk a lábunkkal a labdát és átemeljük az ellenfelünk előtt.
Wall-E
Ha az ellenfelünk előttünk van, akkor a falnak pattintjuk a labdát.
Panna
Ha az ellenfelünk lába között átgurítjuk a labdát, azt pannának nevezzük. A pannáknak számtalan módja van (oldalról begurítva, hátulról begurítva).
Freestyle Foci trükkök
Freestyle labdarúgás

## Galéria

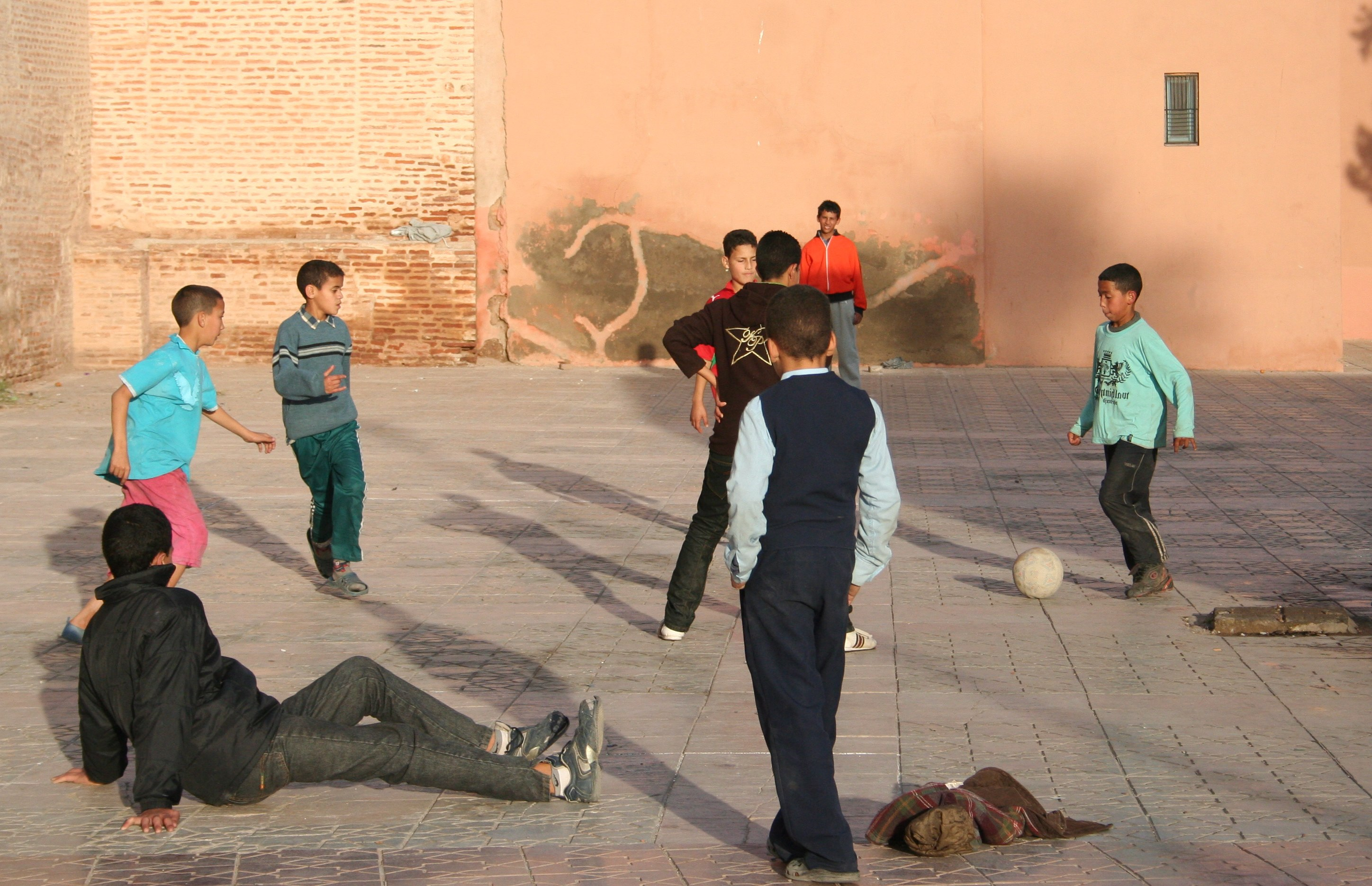
Utcai labdarúgás Marokkóban
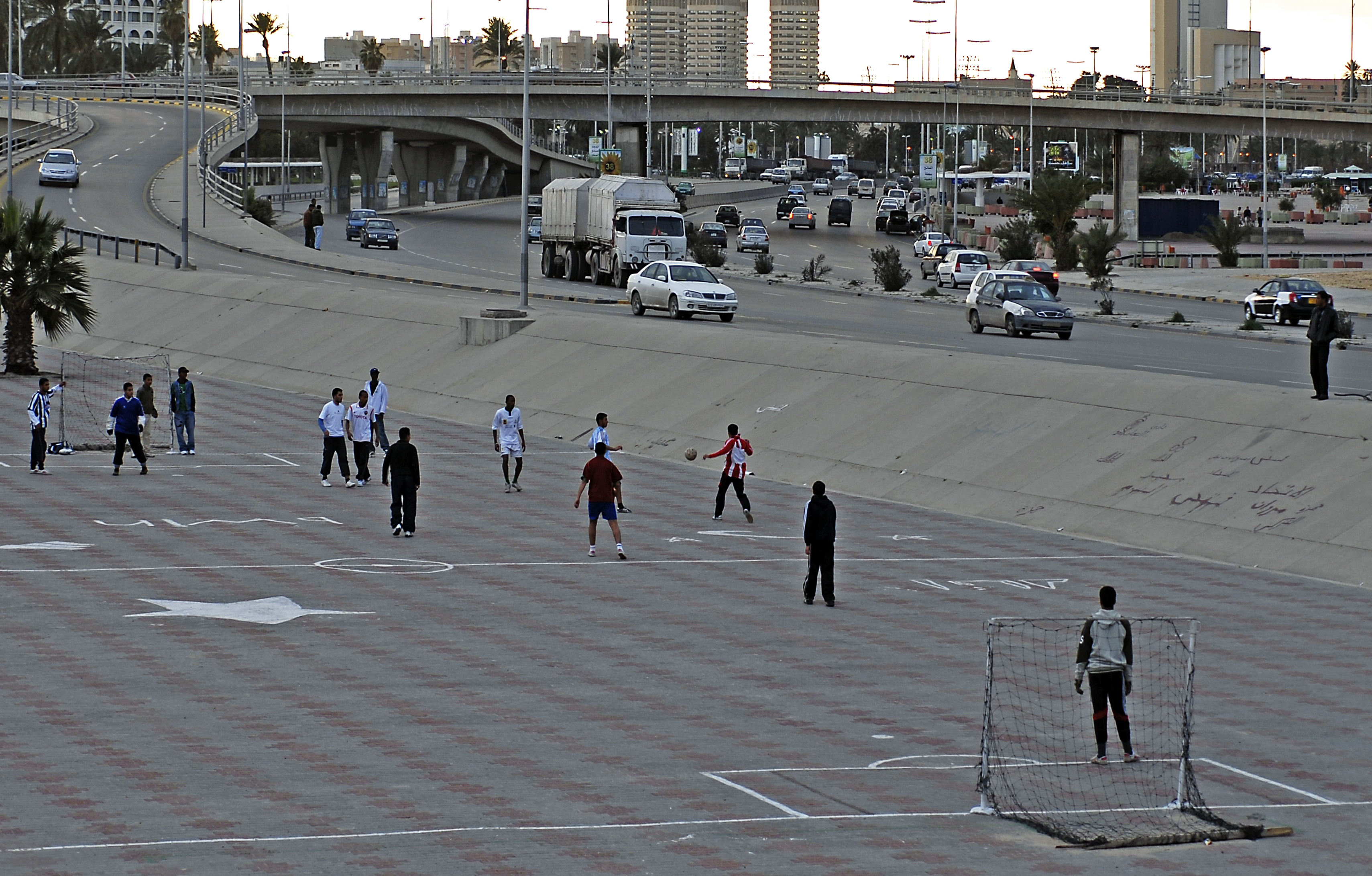
Utcai labdarúgás Líbiában
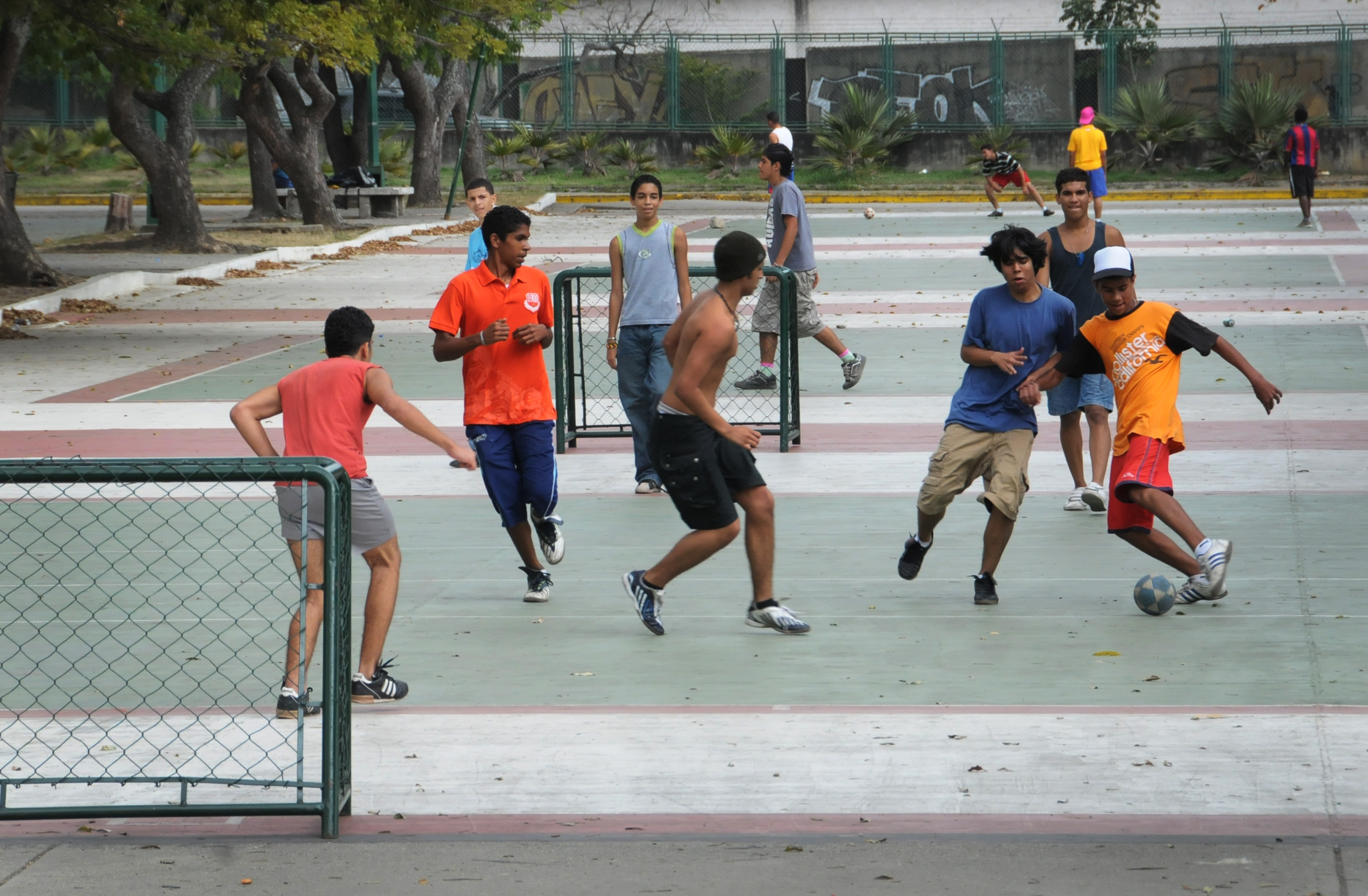
Utcai labdarúgás Venezuelában
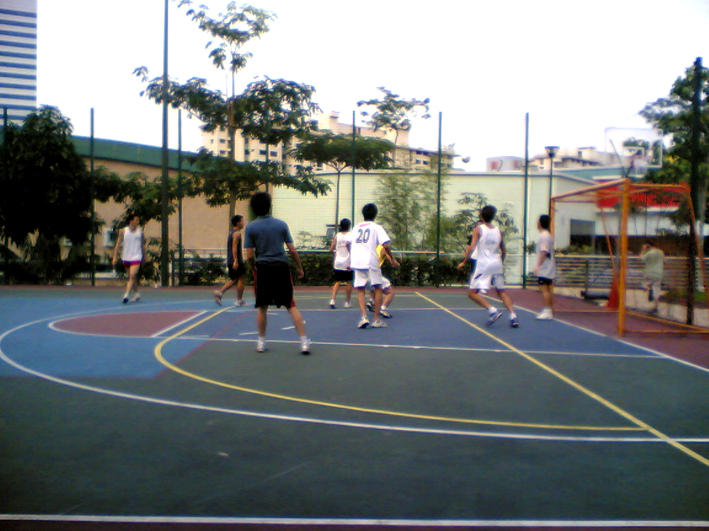
Utcai labdarúgás Szingapúrban
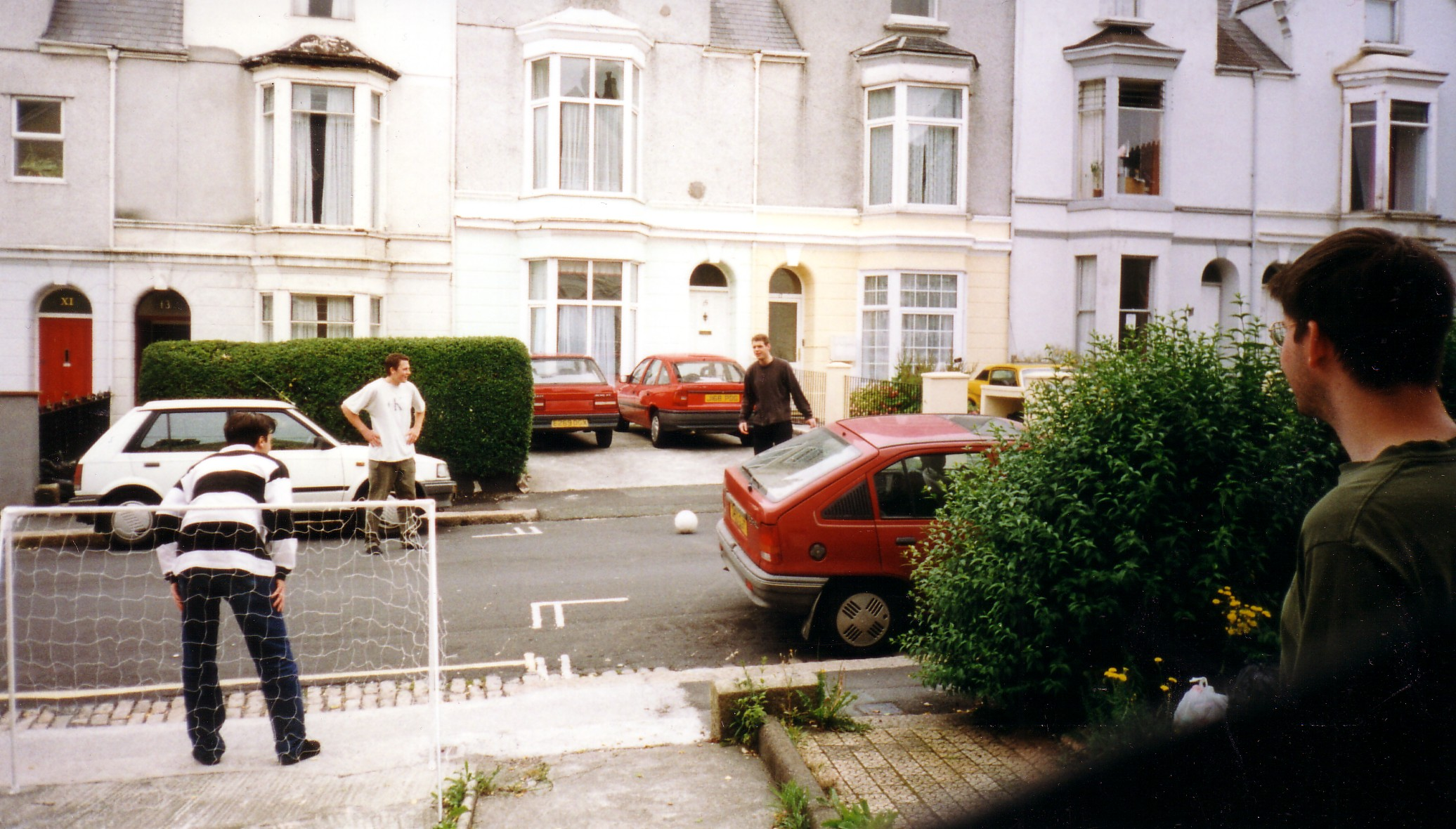
Utcai labdarúgás az Egyesült Királyságban